# Praia da Cachoeira do Bom Jesus
Praia da Cachoeira do Bom Jesus (of Praia da Cachoeira) is een strand in het noorden van het eiland Santa Catarina in het zuiden van Brazilië. Het is gelegen in het district Cachoeira do Bom Jesus van de gemeente Florianópolis en bevindt zich op een afstand van 27 kilometer van het stadscentrum.
Net als het strand Canasvieiras, waaraan Praia da Cachoeira do Bom Jesus grenst, is het strand zeer populair bij toeristen uit Argentinië.